# Молекулярная иммунология
Молекулярная иммунология — научная дисциплина, изучающая химические, биохимические и молекулярно-биологические основы реакций иммунитета. Основана на химии белка, общей биохимии и молекулярной биологии. Её методы применяются при изучении структуры и функции белков, в молекулярной генетике. Рассматривает на молекулярном уровне строение и функции антител, химию комплемента.